# Passalora caulophylli
Passalora caulophylli är en svampart som först beskrevs av Peck, och fick sitt nu gällande namn av U. Braun 1999. Passalora caulophylli ingår i släktet Passalora och familjen Mycosphaerellaceae.   Inga underarter finns listade i Catalogue of Life.